# Disseny t quàntic
Un disseny t quàntic és una distribució de probabilitat sobre estats quàntics purs o operadors unitaris que poden duplicar propietats de la distribució de probabilitat sobre la mesura de Haar per a polinomis de grau t o menys. Concretament, la mitjana de qualsevol funció polinòmica de grau t sobre el disseny és exactament la mateixa que la mitjana sobre la mesura de Haar. Aquí la mesura de Haar és una distribució de probabilitat uniforme sobre tots els estats quàntics o sobre tots els operadors unitaris. Els dissenys t quàntics s'anomenen així perquè són anàlegs als dissenys t en l'estadística clàssica, que van sorgir històricament en relació amb el problema del disseny d'experiments. Dos tipus de dissenys t especialment importants en mecànica quàntica són els dissenys t projectius i unitaris.
Un disseny esfèric és una col·lecció de punts de l'esfera unitat per als quals es poden calcular la mitjana de polinomis de grau acotat per obtenir el mateix valor que proporciona la integració de la mesura de la superfície a l'esfera. Els dissenys en T esfèrics i projectius deriven els seus noms dels treballs de Delsarte, Goethals i Seidel a finals de la dècada de 1970, però aquests objectes van tenir un paper anterior en diverses branques de les matemàtiques, incloent la integració numèrica i la teoria dels nombres. Exemples particulars d'aquests objectes han trobat usos en la teoria de la informació quàntica, la criptografia quàntica i altres camps relacionats.
Els dissenys unitaris en T són anàlegs als dissenys esfèrics, ja que reprodueixen tot el grup unitari mitjançant una col·lecció finita de matrius unitàries. La teoria dels 2 dissenys unitaris es va desenvolupar l'any 2006 específicament per aconseguir un mitjà pràctic de benchmarking aleatoritzat eficaç i escalable per avaluar els errors en les operacions de computació quàntica, anomenats portes. Des de llavors, els dissenys en T unitaris s'han trobat útils en altres àrees de la informàtica quàntica i, més àmpliament, en la teoria de la informació quàntica i s'han aplicat a problemes tan d'abast com la paradoxa de la informació del forat negre. Els dissenys en t unitaris són especialment rellevants per a les tasques d'aleatorització en computació quàntica, ja que les operacions ideals solen ser representades per operadors unitaris.